# Sylvie Coyaud
Sylvie Coyaud, nota anche con lo pseudonimo di Oca sapiens (Parigi, 1944), è una scrittrice, divulgatrice scientifica, conduttrice radiofonica e blogger francese.

## Biografia
Sylvie Coyaud vive e lavora in Italia dal 1974. Dal 1985 ha scritto varie traduzioni di saggi scientifici, ad oggi almeno una trentina. È anche attiva come conduttrice radiofonica: prima, dal 1987 al 2000, per la rubrica settimanale di Radio Popolare Il ciclotrone, e poi, dal 2001 al 2007, per la rubrica quotidiana di Rai Radio 3 Le oche di Lorenz, seguita da Il volo delle Oche su Radio24 e infine da Le Oche nuovamente su Radio Popolare.
Ha scritto anche per L'Unità, D - la Repubblica delle donne, il domenicale de Il Sole 24 Ore, Oggi Scienza e sul suo blog OcaSapiens (ospitato sul sito de la Repubblica).
Come volontaria, partecipa alla raccolta di candidature al Premio Ig Nobel, è presidente del Drosophila Melanogaster's Genetics Fan Club, socia di ActionAid, consigliera nazionale del WWF e cura le voci sulle scienziate per l'Enciclopedia delle donne.

## Opere
- Lucciole e Stelle, brevi storie di ricerche serie e no, Melendugno, Zane, 2006.
- La scomparsa delle api. Indagine sullo stato di salute del nostro pianeta, Milano, Mondadori, 2008, ISBN 978-88-04-57765-2, OCLC 799995777.

## Omaggi
- Nel 2003 le è stato dedicato l'asteroide 40436 Sylviecoyaud.[1][4]
- Nel 2009 le è stato dedicato un coleottero, l'Agrilus coyaudi, un buprestide verde dagli occhi rossi scoperto nelle foreste pluviali del Gabon.[1][4]